# Vivian Frederick Maynard FitzSimons
Vivian Frederick Maynard FitzSimons (Pietermaritzburg, 7 februari 1901 - Pretoria, 1 augustus 1975) (de familienaam wordt ook Fitzsimons gespeld) was een herpetoloog die vooral bekend werd om zijn werk over slangengif.
Zijn vader Frederick W. FitzSimons emigreerde als zevenjarige van Derry naar Pietermaritzburg en werd daar in 1895 curator van het Natal Society Museum. Kort daarna trouwde hij met de Ierse Patricia Henrietta Russell. Ze kregen twee zonen; Vivian was de oudste en in 1906 werd Desmond Charles geboren. De drie mannen verrichten alle (en vaak samen) veel onderzoek naar de slangen van zuidelijk Afrika.
Vivian zelf liep de middelbare school in het Grey College in Port Elizabeth. Hij was een gevierd atleet. Bij een ongeval met een zelfgemaakte bom raakte hij aan een oog blind. Hij studeerde verder aan de Rhodes-universiteit en haalde de mastertitel in de zoölogie. Hij werd curator voor lagere gewervelden en ongewervelden in het Transvaal Museum in Pretoria, met de opdracht onderzoek te verrichten naar de diversiteit van de reptielen in zuidelijk Afrika. In de loop van zijn carrière voegde hij 20 000 exemplaren toe aan de collecties.
Hij nam deel aan verscheidene expedities, waaronder de Vernay Lang Kalahari Expedition van maart tot september 1930. Voor zijn werk 'The Lizards of South Africa' (1943) kreeg hij een doctoraat van de Universiteit van de Witwatersrand. In 1962 verscheen het monumentale 'The Snakes of Southern Africa.'
Vanaf 1946 was hij 20 jaar lang directeur van het Transvaal Museum.

## Bron
- South African History Online: "Vivian Fitzsimons," http://www.sahistory.org.za/people/vivian-fitzsimons geraadpleegd 13/07/2016.

- CiNii: DA18210648
- Gemeinsame Normdatei: 157720314
- International Standard Name Identifier: 0000 0001 2124 9663
- Library of Congress Control Number: n85813413
- Nationale bibliotheek van Australië: 35833909
- Nationale Bibliotheek van Israël: 987007437881105171
- Nederlandse Thesaurus van Auteursnamen: 070939357
- Réseau des bibliothèques de Suisse occidentale: 02-A003246629
- Istituto Centrale per il Catalogo Unico: UFIV048267
- Système universitaire de documentation: 202756009
- Trove: 1108260
- Virtual International Authority File: 26072548
- WorldCat: E39PBJpjj47x7WV4fGr7r8PJDq